# Gyilkos ügyek
A Gyilkos ügyek (eredeti cím: Major Crimes) 2012 és 2018 között futott amerikai televíziós sorozat, A főnök című sorozat spin-offja és egyben folytatása. A műsor alkotója James Duff, a történet pedig az eredeti sorozat után veszi fel a fonalat, amikor Brenda Johnson helyét Sharon Raydor veszi át a Los Angeles-i különleges nyomozati osztály élén. A karaktert ismét Mary McDonnell játszotta, rajta kívül a főbb szereplők közt megtalálható volt G. W. Bailey, Tony Denison, Michael Paul Chan és Raymond Cruz.
A sorozatot az Amerikai Egyesült Államokban a TNT adta 2012. augusztus 13. és 2018. január 9. között. Magyarországon a Cool TV mutatta be 2016. szeptember 13-án.

## Cselekmény
A sorozat A főnök lezárása után veszi fel a fonalat, miután Brenda Leigh Johnson otthagyta a Los Angeles-i rendőrség különleges nyomozati osztályát. Helyét Sharon Raydor veszi át, aki korábbal belügyi nyomozó volt és akinek képességeiben nem bíznak kollégái. Raydornak az új poziciója és az általa hozott, ellentmondásos új szabályok következményei mellett magánéleti problémáival is meg kell kűzdenie, amik összemosódnak, miután nevelt fia, Rusty Beck kulcsfontosságú szemtanu lesz egy sorozatgyilkos tárgyalásán. Raydor mellett az eredeti sorozatból visszatér többek közt Louie Provenza, Andy Flynn, Michael Tao, Julio Sanchez, Buzz Watson és Russell Taylor.

## Szereplők
| Szereplő                      | Színész               | Magyar hang      |
| ----------------------------- | --------------------- | ---------------- |
| Sharon Raydor                 | Mary McDonnell        | Szórádi Erika    |
| Louie Provenza                | G.W. Bailey           | Konrád Antal     |
| Andy Flynn                    | Tony Denison          | Rosta Sándor     |
| Mike Tao                      | Michael Paul Chan     | Pálfai Péter     |
| Julio Sanchez                 | Raymond Cruz          | Háda János       |
| Buzz Watson                   | Phillip P. Keene      | Mesterházy Gyula |
| Amy Sykes                     | Kearran Giovanni      | Erdős Borcsa     |
| Rusty Beck                    | Graham Patrick Martin | Baráth István    |
| Fritz Howard                  | Jon Tenney            | Fekete Ernő      |
| Dr. Fernando Morales          | Jonathan Del Arco     | Szatmári Attila  |
| Miller nyomozó                | Vyto Ruginis          |                  |
| Greg Miller                   | Chad Michael Collins  |                  |
| Mr. Banks                     | John Prosky           |                  |
| Larry Martin                  | Derek Magyar          |                  |
| Ozzy Michaels ügyészhelyettes | Anthony Ruivivar      |                  |
| Russell Taylor                | Robert Gossett        | Berzsenyi Zoltán |

## Epizódok
| Évad | Évad | Epizódok | Eredeti sugárzás    | Eredeti sugárzás  | Eredeti adó | Magyar sugárzás      | Magyar sugárzás      | Magyar adó |
| Évad | Évad | Epizódok | Évadpremier         | Évadfinálé        | Eredeti adó | Évadpremier          | Évadfinálé           | Magyar adó |
| ---- | ---- | -------- | ------------------- | ----------------- | ----------- | -------------------- | -------------------- | ---------- |
|      | 1    | 10       | 2012. augusztus 13. | 2012. október 15. | TNT         | 2016. szeptember 13. | 2016. szeptember 26. | Cool TV    |
|      | 2    | 19       | 2013. június 10.    | 2014. január 13.  | TNT         | 2016. szeptember 27. | 2016. október 21.    | Cool TV    |
|      | 3    | 19       | 2014. június 9.     | 2015. január 12.  | TNT         | 2016. október 24.    | 2016. november 21.   | Cool TV    |
|      | 4    | 23       | 2015. június 8.     | 2016. március 14. | TNT         | 2016. november 22.   | 2016. december 22.   | Cool TV    |
|      | 5    | 21       | 2016. június 13.    | 2017. április 12. | TNT         | 2019. június 3.      | 2019. július 2.      | Cool TV    |
|      | 6    | 13       | 2017. október 31.   | 2018. január 9.   | TNT         | 2019. július 3.      | 2019. július 19.     | Cool TV    |